# Fladungen
Fladungen är en stad i Landkreis Rhön-Grabfeld i Regierungsbezirk Unterfranken i förbundslandet Bayern i Tyskland. Staden har cirka 2 200 invånare, på en yta av 46 km². Den ligger i Rhönbergen, 11 km nordväst om Ostheim, 20 km väst om Meiningen och 33 km ost om Fulda.
Staden ingår i kommunalförbundet Fladungen tillsammans med kommunerna Hausen och Nordheim vor der Rhön.